# Friedrich Adrario
Friedrich Adrario (29 de Novembro de 1918 - ) foi um oficial alemão que serviu na Heer durante a Segunda Guerra Mundial. Foi condecorado com a Cruz de Cavaleiro da Cruz de Ferro.

## Carreira militar

### Patentes
| Fahnenjunker-Feldwebel |               |
| Leutnant               | abril de 1940 |
| Oberleutnant           | 1942          |
| Hauptmann              |               |
| Generalmajor           |               |

### Condecorações
| Cruz de Ferro 2ª Classe            | 1940                   |
| Cruz de Ferro 1ª Classe            |                        |
| Allgemeines Sturmabzeichen         |                        |
| [[Cruz Germânica em Ouro           | 06 de maio de 1942     |
| Nahkampfspange in Bronze           |                        |
| Nahkampfspange in Silber           |                        |
| Cruz de Cavaleiro da Cruz de Ferro | 26 de dezembro de 1944 |